# 郑大进府
郑大进府，位于中国广东省揭阳市揭东区玉滘镇，为揭东区文物保护单位，类型为古建筑，公布时间为1990年。
郑大进府的历史年代为清乾隆。